# کاستراتی
کاستراتی (به ایتالیایی: castrati) خوانندگان پسری بودند که قبل از بلوغ اخته می‌شدند تا از مردانه شدن صدایشان جلوگیری شود.
یک کاستراتی گنجایش ریه‌های یک مرد را پیدا می‌کرد اما بازده صدایش پسرانه یا زنانه باقی می‌ماند. اینها افرادی بودند که از کودکی تحت تعلیمات سخت آواز خواندن قرار می‌گرفتند و پیش از رسیدن به سن بلوغ مهارت لازم را کسب می‌کردند. اخته کردن شماری از ماهرترین پسران خواننده کر از حدود قرن ۱۵ شروع شد و تا قرن ۱۸ میلادی ادامه یافت. این دوران در ایتالیا و اسپانیا زمانی بود که خوانندگان زن اجازه حضور و خواندن آواز در دسته
 کر کلیسا را نداشتند.